# Kościół św. Jerzego oo. Karmelitów Trzewiczkowych w Wilnie
Kościół św. Jerzego oo. Karmelitów Trzewiczkowych w Wilnie – kościół położony przy ulicy K. Sirvydo g. 4 (przed 1945 – plac Orzeszkowej) w północnej części wileńskiego Starego Miasta.

## Historia
Fundatorem kościoła dla zakonu karmelitów trzewiczkowych w 1506 był kanclerz wielki litewski i wojewoda wileński Mikołaj Radziwiłł. Fundacja stanowiła jego wotum dziękczynne za zwycięstwo odniesione nad Tatarami pod Kleckiem. Niewielkich rozmiarów gotycki kościół powstał poza murami obronnymi miasta, przy drodze prowadzącej od Bramy Mokrej, na zachód katedry wileńskiej. Patronem świątyni został św. Jerzy, patron rycerstwa.
W 1755 świątynia została przebudowana przez Franciszka Hoffera w stylu rokokowym i w takim stanie zachowała się do dzisiaj. Jedyna nawa została przesklepiona kolebką, na której namalowano sceny z życia i męczeńskiej śmierci patrona kościoła. Ambona zbudowano w kształcie rycerskiego rydwanu. Wyposażenie kościoła stanowił ołtarz główny i piec ołtarzy bocznych. W prezbiterium umieszczono portrety Zygmunta II Wazy oraz Mikołaja, Jerzego i Barbary Radziwiłłów.
W 1772 roku w klasztorze żyło 23 zakonników. Klasztor był ośrodkiem litewsko-ruskiej prowincji św. Jerzego. 
W 1798 skasowano konwent karmelitów a świątynię z klasztorem przekazano dla seminarium duchownego odnowionej diecezji wileńskiej.
W 1908 przeprowadzono restaurację polichromii na sklepieniu.
W 1941 roku kazania pokrzepiające Polaków głosił w kościele ks. Henryk Hlebowicz.
3 marca 1942 okopujący Wilno Niemcy aresztowali profesorów i alumnów seminarium i przekazali je Litwinom. Na jesieni tego samego roku arcybiskup Reinys otworzył nowe seminarium, do którego przyjmowano wyłącznie Litwinów.
Od 1944 kościół zamknięto i urządzono w nim magazyn książek, w pomieszczeniach klasztornych ulokowano bibliotekę. Również po odzyskaniu przez Litwę niepodległości w 1990 kościół i klasztor wykorzystywane są jako biblioteka. Obiekty są niedostępne do zwiedzania. 

## Architektura
Dominującym stylem jest rokoko, ślady gotyku są niewidoczne. Do budynku kościoła przylegają dwie zakrystie i kruchta dobudowana na początku XIX wieku, w stylu nawiązującym do klasycyzmu, ujeta w korynckie kolumny. Przy prezbiterium znajduje się kaplica Św. Józefa, jedyna w kościele.
Najważniejszym akcentem architektonicznym kościoła św. Jerzego jest jego fasada o falistej, rozczłonkowanej linii, giętych liniach wolut i z lekkim, bogato zdobionym szczytem i dekorowana reliefami; pilastry i gzymsy stwarzają grę światłocienia. W wyglądzie fasady widać pokrewieństwo z innymi kościołami wileńskimi, jak św. Ducha czy św. Jana a także z warszawskim kościołem wizytek czy krakowskim kościołem pijarów. 
Szczyty ściany wschodniej i prezbiterium również mają fantazyjne, faliste linie. Wnętrze świątyni jest jednonawowe, z prostokątnym prezbiterium i sklepieniu beczkowym. Przetrwały, wspomniane już ołtarze, ambona w kształcie rydwanu oraz portrety króla Zygmunta III i członków rodziny Radziwiłłów. Zachowały się też cenne XVIII wieczne obrazy: Zaręczyny Marii, Matka Boska Różańcowa i św. Jerzy oraz drewniane rzeźby przedstawiające świętych i zakonników. 
Kościół i cztery parterowe budynki klasztorne otaczają duży dziedziniec wewnętrzny. Czworokątna dzwonnica prawdopodobnie została przebudowana z baszty przebiegających w pobliżu murów miejskich. 
Z zewnątrz widoczne są tylko trzy szczyty kościoła z ażurowymi, delikatnymi krzyżami i jego dach.